# 大竹市
大竹市（日语：／ Ōtake shi */?）為位於廣島縣西南部的市，與山口縣的岩國市、和木町相鄰，且屬共同的生活圈；在沿海地區有石化工業、造紙、化學纖維等產業的工廠，成為瀨戶內工業地域的一部份。
本市轄區較特殊的是有四塊飛地，位於北部相鄰廿日市市轄區的山區中，分別為四個位於山谷間的地區，而週邊山區皆屬於廿日市市。

## 人口
| 大竹市人口分布圖 |                                               |  |
| 大竹市與日本全國年齡別人口分布比較圖 （2005年資料） | 大竹市的年齡、男女別人口分布圖 （2005年資料） |  |
| ■紫色是大竹市 ■綠色是全国 | ■藍色是男性 ■紅色是女性                       |  |
| 大竹市人口變化 \| 1970年 \| 37,637人 \| \| \| 1975年 \| 38,457人 \| \| \| 1980年 \| 36,075人 \| \| \| 1985年 \| 34,760人 \| \| \| 1990年 \| 33,236人 \| \| \| 1995年 \| 32,850人 \| \| \| 2000年 \| 31,405人 \| \| \| 2005年 \| 30,279人 \| \| \| 2010年 \| 28,836人 \| \| \| 2015年 \| 27,865人 \| \| \| 2020年 \| 26,319人 \| \| |                                               |  |
| 資料來源：日本總務省統計中心提供之人口普查數據 |                                               |  |
| 1970年 | 37,637人                                      |  |
| 1975年 | 38,457人                                      |  |
| 1980年 | 36,075人                                      |  |
| 1985年 | 34,760人                                      |  |
| 1990年 | 33,236人                                      |  |
| 1995年 | 32,850人                                      |  |
| 2000年 | 31,405人                                      |  |
| 2005年 | 30,279人                                      |  |
| 2010年 | 28,836人                                      |  |
| 2015年 | 27,865人                                      |  |
| 2020年 | 26,319人                                      |  |

## 歷史
過去為山陽道上的交通點，稱為遠管鄉，並設有遠管站，為安藝國之邊界。
在江戶時代前，由於位於毛利氏領地的邊緣，一度成為福島氏防備毛利氏的據點；到了江戶時代末期，也因為長州戰爭成為戰場。
1923年，日本帝國海軍在此設置海兵團（海軍陸戰隊）和潛水學校，開始成為海軍的據點。1945年底，二次大戰結束，被指定為海外遣返軍民的接收港口，總計約有41萬人經此返回日本。

### 沿革
- 1889年4月1日：實施町村制，現在的轄區在當時分屬：佐伯郡三和村、大竹村、木野村、小方村、玖波村、栗谷村。
- 1911年1月1日：大竹村改制為大竹町。
- 1924年6月1日：玖波村改制為玖波町。
- 1929年4月1日：
  - 油見村被併入大竹町。
  - 友原村和三和村合為友和村。
- 1951年2月11日：小方村改制為小方町。
- 1951年4月1日：木野村被併入大竹町。
- 1954年9月1日：大竹町、小方町、玖波町、栗谷村和友和村的松原地區合併為大竹市。

### 變遷表
| 1889年4月1日            | 1889年 - 1926年 | 1926年 - 1954年     | 1926年 - 1954年 | 1955年 - 1988年           | 1955年 - 1988年           | 1989年 - 現在             | 現在                |
| ----------------------- | --------------- | ------------------- | --------------- | ------------------------- | ------------------------- | ------------------------- | ------------------- |
| 友原村                  | 友原村          | 1929年4月1日 友和村 | 友和村          | 1955年4月1日 合併為佐伯町 | 1955年4月1日 合併為佐伯町 | 2003年3月1日 併入廿日市市 | 廿日市市            |
| 三和村                  |                 | 1929年4月1日 友和村 | 友和村          |                           |                           |                           |                     |
| 1954年9月1日 併入大竹市 | 大竹市          | 大竹市              | 大竹市          | 大竹市                    |                           |                           |                     |
| 大竹村                  | 大竹市          | 大竹市              | 大竹市          | 大竹市                    | 1911年1月1日 大竹町       | 1911年1月1日 大竹町       | 1954年9月1日 大竹市 |
| 油見村                  | 油見村          | 大竹市              | 大竹市          | 大竹市                    | 1929年4月1日 併入大竹町   |                           | 1954年9月1日 大竹市 |
| 木野村                  | 大竹市          | 大竹市              | 大竹市          | 大竹市                    | 木野村                    | 1951年4月1日 併入大竹町   | 1954年9月1日 大竹市 |
| 小方村                  | 小方村          | 大竹市              | 大竹市          | 大竹市                    | 1951年2月11日 小方町      |                           | 1954年9月1日 大竹市 |
| 玖波村                  | 大竹市          | 大竹市              | 大竹市          | 大竹市                    | 1924年6月1日 玖波町       | 1924年6月1日 玖波町       | 1954年9月1日 大竹市 |
| 栗谷村                  | 大竹市          | 大竹市              | 大竹市          | 大竹市                    |                           |                           | 1954年9月1日 大竹市 |

## 行政

### 歴任市長
1. 第一代：二階堂哲朗（任期1954年～1974年、就任前主要經歷；大竹町長）
2. 第二代：神尾徹生（任期1974年～1990年、就任前主要經歷；大竹市議會議長）
3. 第三代：豐田伊久雄（任期1990年～2002年、就任前主要經歷；大竹市教育委員長）
4. 第四代：中川洋（任期2002年～2006年、就任前主要經歷；大竹市議會議員）
5. 第五代：入山欣郎（任期2006年～現任、就任前主要經歷；公司總經理）

## 交通

### 鐵路
- 西日本旅客鐵道
  - 山陽本線：玖波車站 - 大竹車站

### 道路
高速道路
- 山陽自動車道/廣島岩國道路：大竹交流道 - 大竹系統交流道（大竹西交流道）
- 岩國大竹道路：小方交流道 - 大竹系統交流道

### 港口
- 大竹港：與阿多田島間有阿多田島汽船經營的定期渡輪。

## 教育

### 高等學校
- 廣島縣立大竹高等學校
- 廣島縣立廣島西特別支援學校

## 姊妹、友好都市

### 海外
- 都江堰市（中華人民共和國四川省成都市）
於2001年4月10日締結為友好都市。

## 本地出身之名人
- 廣瀨叔功：前職業棒球選手
- 簑田浩二：前職業棒球選手
- 石本美由起：作詞家）
- 赤谷奈緒子：職業模特兒
- 二階堂和美：創作歌手
- 角川博：歌手
- 正木亮：刑法學者
- 所賢一：游泳選手、教練
- 梅川昭美：三菱銀行人質事件犯人

## 外部連結
- （日語） 大竹商工會議所（页面存档备份，存于）